# Малявкин, Александр Фомич
 Алекса́ндр Фоми́ч Маля́вкин (23 декабря 1917 (5 января 1918), Каменское, Украинская народная республика — 13 сентября 1989, Москва) — советский футболист, нападающий. Заслуженный мастер спорта.

## Карьера
Начинал играть в «Металлурге». В 1936 году клуб переименовали в «Сталь», за который Малявкин играл до 1938 года. В 1939 был в составе московского «Динамо». С 1940 по 1941 год играл за минское «Динамо». В 1940 команда заняла 6-е место в группе «Б» и вышла в группу «А». До июня сыграл 8 матчей. В 1944 году играл за «Динамо-2». В 1945-м вернулся в московское «Динамо» и сразу же выиграл чемпионат СССР. Дебютировал за «бело-голубых» 20 мая в матче 2-го тура против «Спартака». В первом сезоне сыграл 22 матча и забил 10 голов. В том же году «Динамо» дошло до финала Кубка СССР, где уступило ЦСКА. В 1946, 1947, 1948 и 1950 годах становился серебряным призёром чемпионата. В 1949 он вновь стал чемпионом и финалистом Кубка. В этот раз динамовцы уступили «Торпедо». В 1951 году он провёл свой последний сезон в киевском «Динамо», сыграв 5 матчей.
Участник поездки московского «Динамо» по Швеции и Норвегии в октябре и ноябре 1947 года.
После завершения карьеры работал тренером детских и юношеских команд московского «Динамо». В 1952 году окончил школу тренеров при ГЦОЛИФКе.

## Достижения
- Чемпион СССР: 1945, 1949
- В списке 33 лучших футболистов сезона в СССР: № 2 (1945, 1948, 1949)